# Virginija Vingrienė
Virginija Vingrienė (* 5. September 1971 in Kermušija, Gemeinde Druskininkai) ist eine litauische linke Politikerin, von 2016 bis 2020 Mitglied des Seimas.

## Leben
Nach dem Abitur an der 4. Mittelschule Druskininkai absolvierte Virginija Vingrienė von 1989 bis 1995 das Diplomstudium der Agronomie an der Lietuvos žemės ūkio akademija bei Kaunas.
Von 1995 bis 1997 studierte sie als DAAD-Stipendiatin im Masterstudiengang Wirtschaft und Ökologie an der Martin-Luther-Universität Halle-Wittenberg.
Von 1997 bis 2001 war sie Doktorandin an der Aleksandras-Stulginskis-Universität. Ab 2001 arbeitete sie am Landwirtschaftsministerium Litauens. Von November 2016 bis 2020 war sie Mitglied im Seimas. Jetzt arbeitet sie am Umweltministerium Litauens.
Sie ist Mitglied der Partei Lietuvos valstiečių ir žaliųjų sąjunga, in der sie stellvertretende Vorsitzende ist.